# Psychotria poeppigiana
Psychotria poeppigiania es una especie de planta de la familia Rubiaceae, que se encuentra ampliamente distribuida desde México hasta Bolivia y Brasil, incluida la Amazonia.

## Descripción
Es un arbusto de 1,5 hasta 2 m de altura, con hojas elípticas de 24 cm de longitud por 9,5 cm de ancho, simples, opuestas, de margen entero, ápice acuminado, con pecíolo pubescente de 2 cm de largo; brácteas rojas grandes y vistosas, flores amarillas pequeñas y frutos globosos azules a morados.

## Nombres
El nombre científico específico honra al botánico Eduard Friedrich Poeppig.

### Sinonimia
- Callicocca tomentosa (Aubl.) J.F.Gmel.
- Cephaelis hirsuta M.Martens & Galeotti
- Cephaelis tomentosa (Aubl.) Vahl
- Cephaelis vultusmimi Dwyer
- Evea tomentosa (Aubl.) Standl.
- Psychotria hirsuta (M.Martens & Galeotti) Müll. Arg. ex Mart.
- Tapogomea tomentosa Aubl.
- Uragoga poeppigiana (Müll.Arg.) Kuntze
- Uragoga tomentosa (Aubl.) K.Schum.[3]

### Subespecie
- - Psychotria poeppigiana ssp. barcellana (Muell. Arg.) Steyerm.[4]

### Nombres comunes
Es conocida localmente como labios ardientes, labios de la novia, flor de labios, beso de negra, sombrerito del diablo y tapogomo de la Guayana.

### Nombres nativos
- Lenguas caribe:
  - Caribes de la Guayanas: yo-nu-ne-mah (Akuriyó), ku-ri-lu eh-nah-pe-da (Tiriyó)[4]
  - Caribes de la Amazonia: kaia-eno-mio (Akawaio)[4]
  - Caribe central: pe-yah-o-tih-puh (Wayana)[4]
- Miraña: pataneehe, pa:biobañe, paandobañe (tabaco de colibrí).[1]
- Creole: radie zore (Guayana Francesa), soldier's cap (Guyana)[4]

## Uso tradicional
En la medicina tradicional es ampliamente utilizada como analgésico y antiinflamatorio. Los tiriyó de Surinam aplastan y hierven la planta y usan de la decocción de la masa resultante para el tratamiento de dolores de cabeza, esguinces, reumatismo, dolores musculares y contusiones. La wayana, también de Surinam, muelen la corteza y la aplican en bruto a una erupción particular, conocido por ellos como ‘’poispoisi’’. Las brácteas son triturados para liberar la savia, que se aplica a continuación en el canal auditivo para aliviar el dolor de oídos. Los miraña del sur de Colombia usan el agua que se deposita entre las flores y las brácteas, para aliviar el dolor de oído. A la decocción de la inflorescencia, totalmente hervida, se le atribuyen cualidades antitusivas, y se utiliza como remedio general para infecciones del tracto respiratorio.
Los ka'apor de Maranhão (Brasil) utilizan sus flores como un "amuleto de caza" o talismán mágico para facilitar la caza, llamado tapi'i-kanami: “Las flores de Psychotria poeppigiana [...] son envueltas en un trozo de tela y se fijan al collar de un perro para que pueda encontrar más fácilmente el enorme, muy deseable, y decididamente raro tapir".